# Diego de las Muelas
Diego José de las Muelas Cardo (Cuenca, 10 de enero de 1698 - Madrid, 6 de enero de 1743) fue un compositor y maestro de capilla español.

## Vida
Se educó musicalmente como infante del coro en la Catedral de Sigüenza, en la que trabajaba su tío, José Cardo y Mateo, segundo organista.
Llevaba varios años como maestro de capilla en la Catedral de Astorga cuando en 1718 se presentó a las oposiciones para el magisterio de la Catedral de Salamanca. En las oposiciones de Salamanca, uno de los magisterios más importantes de España, teniendo en cuenta que a menudo se conjugaba con la cátedra de música de la Universidad de Salamanca, compitió con Francisco Antonio Yanguas, maestro de Santiago; José Cáseda, maestro de Sigüenza; Mateo de Villavieja, maestro de Osma; Alonso Tomé Covaleda, maestro de Zamora; Fabián Clemente, maestro de Ciudad Rodrigo; Fermín de Arizmendi, maestro de Ávila; Blas de Cáseda, maestro de Santo Domingo de la Calzada; Simón de Araya, maestro de León; Pedro Rodrigo músico de Madrid; Lorenzo Romero, músico de Madrid; Pedro Felipe de Arteaga y Valdés, músico de Madrid, y Bartolomé Remacha, músico de Madrid. No tuvo éxito, ya que el cargo recayó en Yanguas. La vacante dejada por Yanguas en Santiago fue ocupada el 26 de enero de 1719 por Muelas, tras ganar las oposiciones correspondientes. Durante su corta estancia en Santiago de cuatro años, tomó las órdenes menores y mayores y fue nombrado canónigo del Cabildo.
Gracias a la relación entre la Catedral de Santiago de Compostela y el Real Monasterio de la Encarnación de Madrid, por la que el arzobispo de Santiago era el administrador del Monasterio, existía un cierto intercambio en el personal de ambas instituciones, incluyendo a los maestros de capilla. En este caso, Muelas abandonó Santiago el 5 de abril de 1723 para tomar posesión del magisterio de la Encarnación, sucediendo a Francisco Hernández Pla en el cargo.
El 28 de mayo de 1726 ingresó en la Congregación de la Soledad, en la que ocuparía diversos cargos. El 6 de agosto de 1726 fue elegido «contador», que se encargaba de «tomar la razón de todas las limosnas y caudales de la congregación antes que entren en poder de los tesoreros y de todo lo que éstos pagaren ha de haber la cuenta [...] así como elaborar un inventario de alhajas.» El 11 de agosto de 1729 fue nombrado «asistente» junto a José Blanco, es decir debía «[...] prevenir todo lo necesario para las demás funciones que se celebraren de entierros, aniversarios, misas y honras para los hermanas difuntas [...] Y asimismo será de su cargo encomendar las misas cantadas a quien les pereciere como hasta aquí se ha practicado.»
Tras veinte fructíferos años al frente de la capilla de la Encarnación, Muelas falleció en Madrid el 6 de enero de 1743.

## Obra
La fama de Muelas en España fue notable. El maestro de capilla de la Real Capilla, Francisco Corselli, recomendó la compra de obras de Muelas para recomponer el archivo Real tras el incendio del Alcázar en 1734. En el catálogo de la música de la Catedral de Santiago de Compostela de 1892, se comenta que «la música de este maestro es preciosa, y todas sus obras modelo de composición, basta recordar los motetes que se cantan los domingos de cuaresma y de adviento al Alzar. Hay de él 6 moteles, 4 salmos, una lección de difuntos, 4 salves y un himno.»
La mayor parte de su obra se encontraba en el Real Monasterio de la Encarnación, en Madrid, pero fue trasladado durante la Guerra civil al Monasterio de Montserrat, en Barcelona. Además hay composiciones suyas en Astorga, El Escorial, Cuenca, Salamanca, Segovia, Guadalupe, Las Palmas, Morelia (México) y Guatemala, lo que puede dar una idea de su fama. Sus obras se cantaron en Guatemala hasta por lo menos 1775 y en Compostela hasta por lo menos el siglo XIX.
En la Catedral de Astorga se conservan cuatro libretes de polifonía con 30 composiciones de Muelas:

Estos libretes son de la Catedral de Astorga que se hicieron siendo fabriquero el Sr. D. Diego Benero y Bargas. Año 1718. Y compuesta la música por el Maestro de Capilla de dicha Catedral D. Diego de las Muelas.